# Холл, Эдди
Эдвард (Эдди) Стивен Холл (англ. Edward Stephen Hall; род. 15 января 1988, Ньюкасл-андер-Лайм) — британский силач, обладатель титула «Самый сильный человек в мире» (2017). Имел абсолютный мировой рекорд в экипировочной становой тяге в 500 кг с 11 июля 2016 года по 2 мая 2020 года.

## Спортивная карьера

### Профессиональный бокс
В марте 2022 года Холл провёл боксёрский поединок с другим исландским пауэрлифтером Хафтором Бьёрнссоном, в котором проиграл по единогласному судейскому решению — 57:54, 57:54, 57:54.
Конфликт завязался из-за взаимных обвинений. К примеру, на турнире World's Strongest Man в 2017 году Бьёрнссон называл англичанина читером. Также в мае 2020 года Бьёрнссон установил новый мировой рекорд (501 кг) в экипировочной становой тяге, обойдя рекорд Холла. Эдди обвинил Хафтора в том, что рекорд, установленный не на турнире, а «дома», рекордом не является. В ответ на это исландец вызвал англичанина на бой, и тот согласился.
Однако, провести бой в запланированную дату (сентябрь, 2021) не удалось: Эдди во время одной из тренировок порвал бицепс левой руки.

## Достижения
| Название                          | Место        |
| --------------------------------- | ------------ |
| Britain’s Strongest Man 2014—2018 | 1            |
| UK’s Strongest Man 2011—2016      | 1            |
| World's Strongest Man 2012—2013   | Квалификация |
| 2014 World’s Strongest Man        | 6            |
| 2015 World’s Strongest Man        | 4            |
| 2012 Giants Live-Australia        | 4            |
| 2013 Giants Live-Hungary          | 2            |
| 2014 Giants Live-Hungary          | 3            |
| Europe's Strongest Man 2015       | 9            |
| Europe's Strongest Man 2017       | 2            |
| World's Strongest Man 2016        | 3            |
| World's Strongest Man 2017        | 1            |

## Личные рекорды
- Становая тяга — 500 кг с использованием лямок и комбинезона[1]
- Приседание со штангой — 405 кг
- Жим лежа — 300 кг
- Жим ногами — 1000 кг в 10 повторений